# Paul Hoecker

Paul Hoecker (1854–1910)

Paul Hoecker, auch Paul Höcker, (* 11. August 1854 in Oberlangenau, Landkreis Habelschwerdt in Schlesien; † 13. Januar 1910 in München) war ein deutscher Maler der Münchner Schule und Gründungsmitglied der Münchner Secession.

## Leben

### Kindheit und Jugend
„Am Plan“ in Oberlangenau in der Grafschaft Glatz in Schlesien stand sein Elternhaus, das „Hoecker-Haus“, in dem zahlreiche Wappenschilder und Ahnenbilder auf eine lange, wohlhabende Geschlechterreihe hinwiesen. „Zur bildenden Kunst erhielt er im Elternhause keine weitere Anregung, wohl aber hatte er ein reiches musikalisches Talent von der Mutter geerbt. Seine Neigung zur Kunst musste sich allmählich während der Schulzeit entwickelt haben. In der Zeit, da er das Gymnasium zu Neustadt in Schlesien besuchte, war er wenigstens wegen seiner humoristischen Zeichnungen, Karikaturen seiner Lehrer, bekannt“.

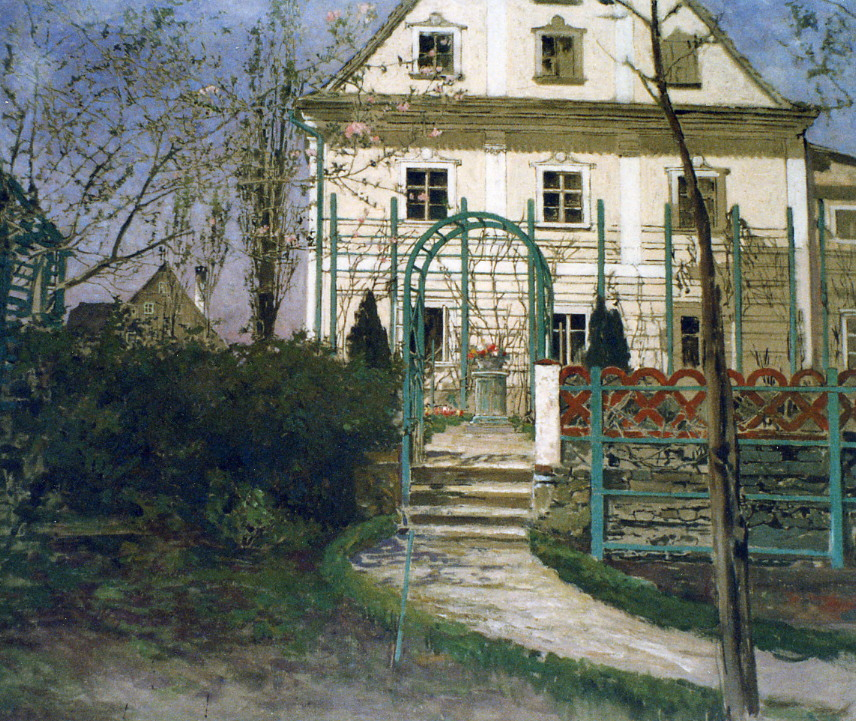
Das Hoecker-Haus. Gemälde von Paul Hoecker (um 1900)

### Ausbildung, Lehr- und Wanderjahre
Am 19. Oktober 1874 wurde er in die Königliche Akademie der Bildenden Künste in München aufgenommen, welche er bis zum Frühjahr 1879 besuchte.
Er war zunächst in der Antikenklasse eingeschrieben und wechselte bald in die Klasse des  Genre- und Landschaftsmalers Wilhelm von Diez. „Aus seiner Schule kamen Künstler, die sich von der primär novellistischen Orientierung der Genremalerei entfernten. Viele seiner Schüler wurden später Mitglieder der Münchner Secession und bereiteten Impressionismus und Jugendstil vor.“
1882 ging er nach Paris, später nach Holland, nach Holstein und zu den deutschen Seehäfen und dann wieder nach München. In München hatte sich Hoecker mit Fritz von Uhde, Bruno Piglhein und Max Liebermann befreundet. 1883 trat er mit Genrebildern aus Holland und Interieurs auf der Münchner internationalen Kunstausstellung auf, in welchen sich Feinheit der Charakteristik mit einer großen koloristischen Fertigkeit in der Behandlung des Helldunkels verband.
Um 1883 reiste er erneut nach Paris und Holland.
Von Januar bis Herbst 1884 war er wieder in München tätig, siedelte dann aber nach Berlin über. 1888 begab er sich nach München zurück und schloss sich der modernen naturalistischen Malrichtung an, indem er das Hauptgewicht auf die Wiedergabe starker Lichtwirkungen legte.

### Lehrer an der Münchner Akademie
Paul Hoecker wurde zum 1. Dezember 1891 mit 36 Jahren als Professor an die Königliche Akademie der Bildenden Künste in München berufen. Er übernahm die seit Friedrich August von Kaulbach verwaiste Malklasse an der Akademie.
Er war der erste Lehrer an der Akademie, der sich im Sommer zum Malen aufs Land begab, so nach Haimhausen, Utting am Ammersee oder Breitbrunn am Chiemsee.
Hoecker war „der erste Moderne an der Akademie“. Er vermittelte seinen Schülern die Kunst der Schule von Barbizon, der Impressionisten und Neo-Impressionisten sowie der neuen Strömungen aus Schreiberhau, Dachau und Worpswede.
Der Naturlyrismus wurde die geistige Grundlage der Künstlervereinigung Scholle und zog über die Arbeit der Gruppe auch in die Zeitschrift Die Jugend ein. „Es ging um die individuelle Erfahrung des Wesentlichen und um die allgemeingültige Umsetzung mit bildnerischen Mitteln. Das dem menschlichen Auge Verborgene sollte aus der Tiefe des Kosmischen ins Bild geholt, aus der Reflexion der wechselseitigen Durchdringung von Mensch und Natur die großen Zusammenhänge hergestellt werden.“ Der Ruf, der Hoecker-Schule zu entstammen, war im München der 1890er Jahre eine Empfehlung.
Höcker hielt zu Anfang der 1890er Jahre an der Münchner Akademie ein stark besuchtes Atelier, wo er junge Talente um sich scharte.
Durch den starken Einfluss Franz von Lenbachs im Münchener Ausstellungsbetrieb war für moderne Kunstströmungen nur wenig Platz. Am 4. April 1892 kam es zu der von Hoecker mitbetriebenen Gründung der Secession, zu deren Vorstand er als Schriftführer gehörte. Die Münchener Secession war die erste in Deutschland, die neue Mal- und Ausstellungsformen ermöglichen wollte. In anderen Städten (wie z. B. Berlin) folgten später ähnliche Abspaltungen.
1897 geriet Hoecker durch ein Madonnenbild in einen Skandal, nach dem er es vorzog, seine Lehrtätigkeit an der Akademie aufzugeben. Ihm wurde nachgesagt, einen Strichjungen als Modell genommen zu haben, zu welchem er auch private Kontakte pflegte.

### Aufenthalte in Italien und Oberlangenau

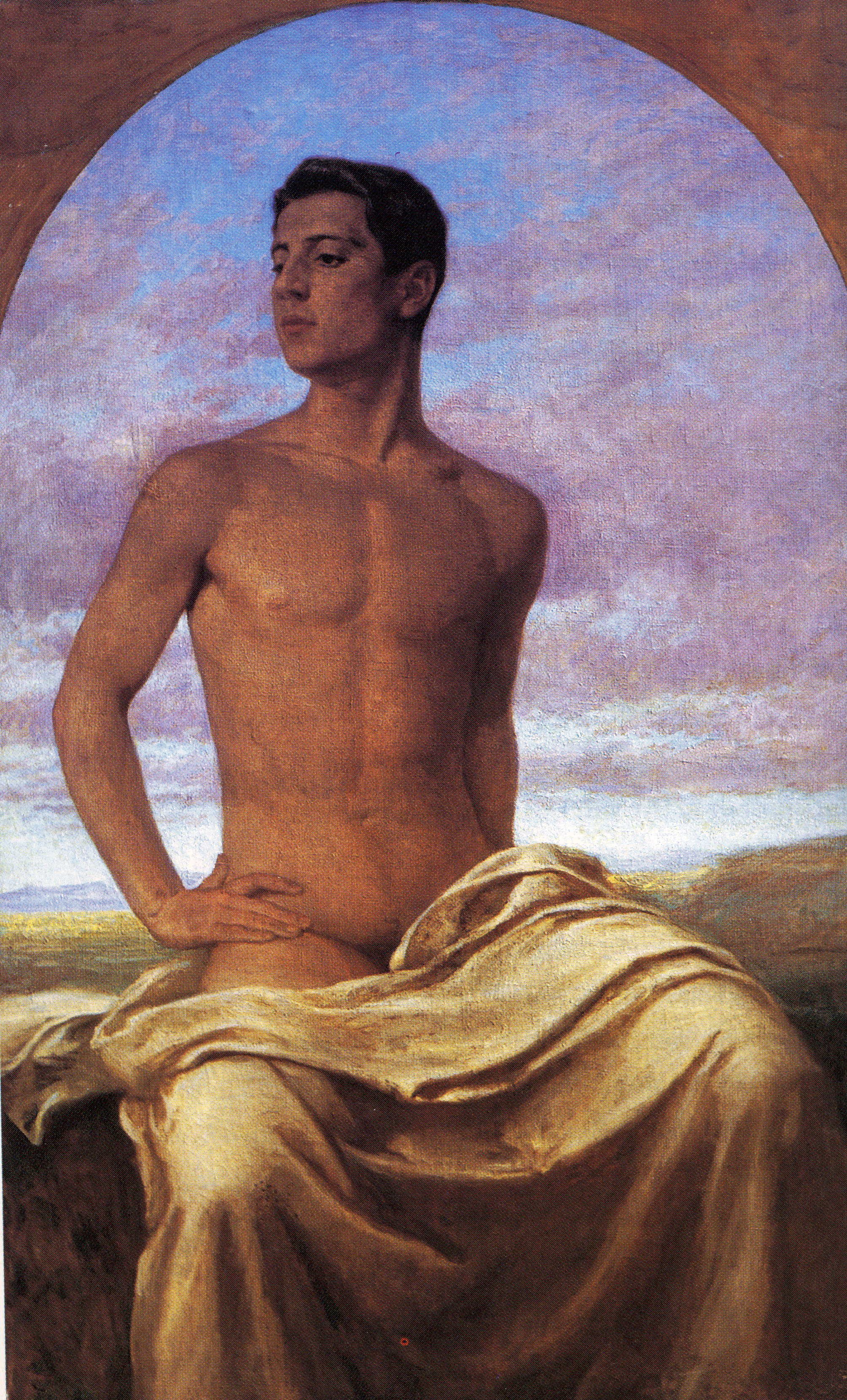
Nino Cesarini, ca. 1904

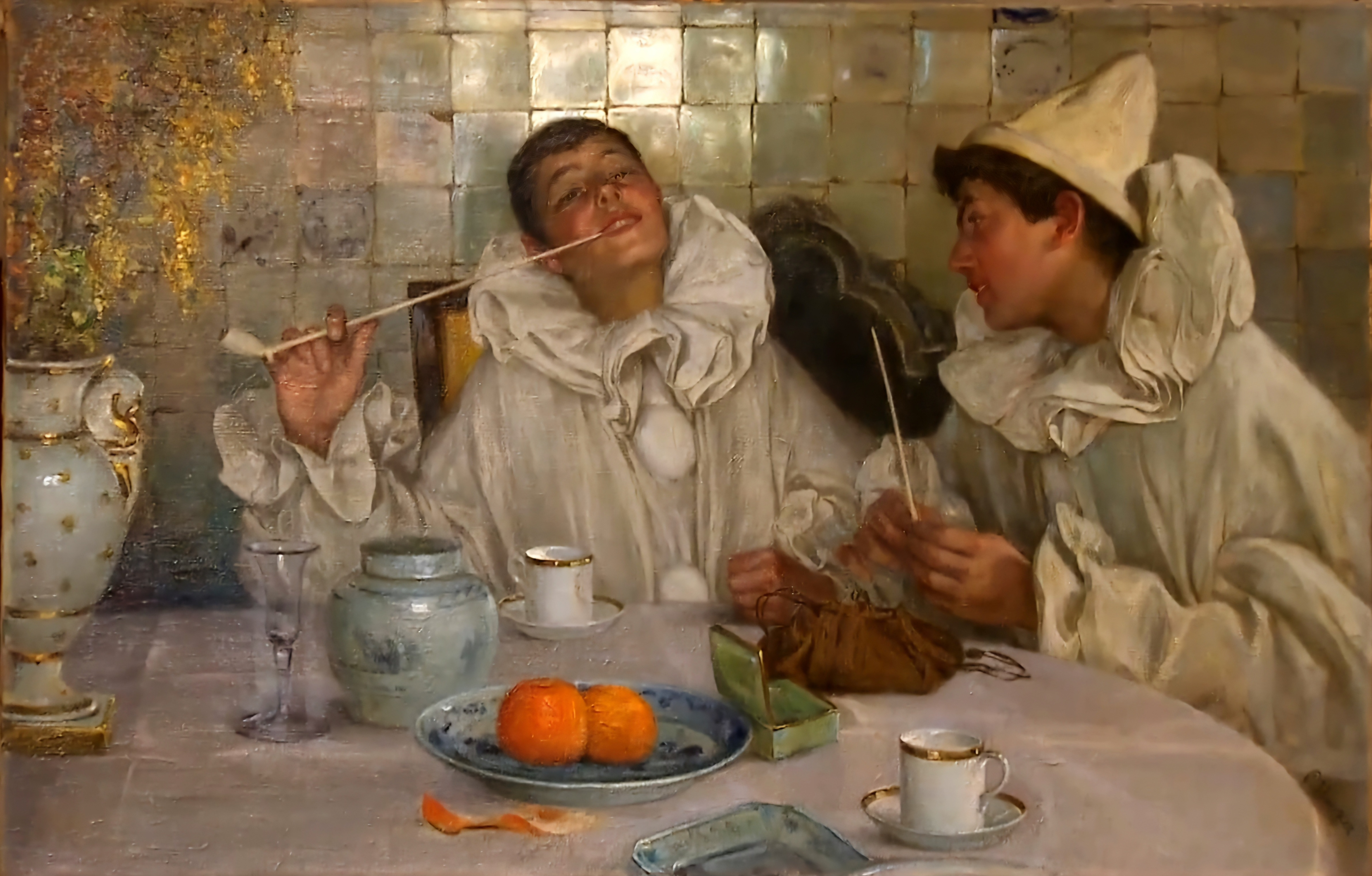
Pierrot mit Pfeifen, um 1900

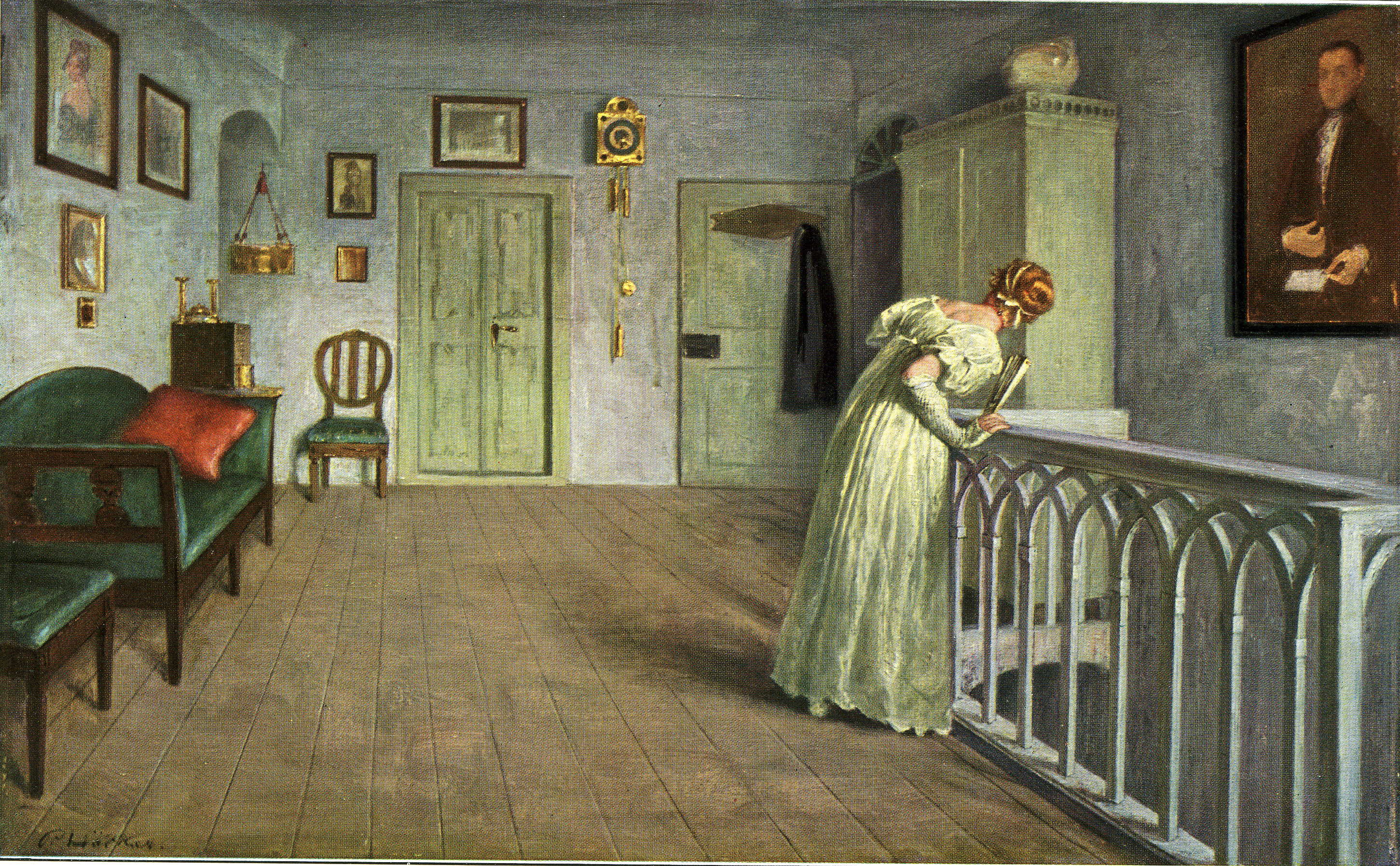
Erwartung, um 1900

In Italien kam Paul Höcker in Kontakt mit dem Dichter Jacques d’Adelswärd-Fersen, der sich gleichfalls nach einem Skandal in Paris nach Capri in seine Villa Lysis zurückgezogen hatte. In den nächsten Jahren porträtierte Paul Hoecker mehrfach dessen Liebhaber Nino Cesarini. Guglielmo Plüschow hat wiederholt das Innere der Villa Lysis festgehalten, auf einer Fotografie sieht man links an der Wand das Gemälde Nino mit grünem Tuch, das erst in den letzten Lebensjahren Höckers entstand. Bereits vor 1904 hatte er Nino mit blauem Tuch unter Bäumen gemalt. Zu diesem Zeitpunkt scheint sein Skandal in München in Vergessenheit geraten zu sein, zumindest wagte die Zeitschrift ‚Jugend‘ eine andere Version des Gemäldes (Nino bekleidet) in ihrer Nummer 26 als Titelblatt zu drucken.
1901 kehrte er in sein geliebtes Heimatdorf Oberlangenau zurück, wo er von nun ab seinem Schaffen und seinen Neigungen lebte. Mit erlesenen Kunstschätzen stattete er sein Vaterhaus aus. Das ‚Hoeckerhaus‘, sein Künstlerdomizil, wurde zu einer Sehenswürdigkeit.
1910 starb er in einem Münchner Krankenhaus an Malaria. Das Langenauer Hoecker-Haus mit dem Atelier übernahm Hoeckers Nichte Vally Walter.

## Rezeption
„Höcker vertrat die für München typische Linie einer die Tradition behutsam in neuere Bahnen lenkenden Malerei, die aber allzu Gewagtes mied. Er traf mit seinen lyrisch-sentimentalen, meist religiösen Themen (Nonnen in Laubengängen oder vor Christusbildern betend und meditierend), aber auch mit Karnevalszenen den süddeutschen Geschmack des Jahrhundertendes. In seiner pleinairistischen Malweise zeigte er mit einem lockeren Farbauftrag einen erstaunlichen ‚Detail-Impressionismus‘, … Durch Laub und Geäst gefilterte Sonnenflecken wusste er meisterlich darzustellen. Darin äußerte sich seine Nähe zu Max Liebermann und Fritz von Uhde, mit denen er befreundet war.“
Im Oktober 2019 bildete sich eine Forschungsgruppe am Forum Queeres Archiv München zu Paul Hoecker. Sie möchte das Leben und das Werk von Paul Hoecker erforschen. Die Forschungsgruppe möchte die „Reintegration des Künstlers in das kulturelle Bewusstsein der Münchner Stadtgeschichte“ vorantreiben und „weitere Informationen zum Skandal um das Madonnenbildnis von 1898“ sammeln. In der Ausstellung TO BE SEEN. queer lives 1900–1950 des NS-Dokuzentrums in München konnten sie ihre Ergebnisse erstmals öffentlich präsentieren (7. Oktober 2022 bis 21. Mai 2023).

## Schüler von Paul Hoecker
- Gustav Bechler
- Max Barascudts
- Emil Böhm
- Ernest George Dodge
- Paul Walter Ehrhardt
- Reinhold Max Eichler
- Felix Eisengräber
- Max Feldbauer
- Walter Georgi
- Adolf Höfer
- Fritz Hofmann
- Meinhard Jacoby
- Angelo Jank
- Carl August Liner
- O. Lohse
- Ferdinand Mirwald
- Karl Hermann Müller-Samerberg
- Adolf Münzer
- Rudolf Nissl
- Bruno Paul
- Walter Püttner
- Leo Putz
- Ferdinand von Reznicek
- Fritz Rhein
- Emil Schill
- Karl Schmoll von Eisenwerth
- Wilhelm Schulz
- Harry Schultz, Marinemaler
- Heinrich Strieffler
- Wilhelm Stumpf
- Franz Wilhelm Voigt
- Fritz Wimmer

## Museen
- Leipzig: Museum der bildenden Künste (Bruckmann)
- München: Neue Pinakothek (Bruckmann)